# Менсфілда тема (Менсфілда механізм)
Те́ма Ме́нсфілда — тема в шаховій композиції. Суть теми — після вступного ходу на білу батарею націлені дві чорні лінійні фігури. В захистах від загрози чорні одну з фігур самі зв'язують, а інша виключається білими при оголошенні мату.

## Історія
Ідею запропонував в 1928 році англійський шаховий композитор Комінс Менсфілд (14.06.1896 — 28.03.1984).
Гра білої батареї, на яку діють дві чорні лінійні фігури. Для нейтралізації атакувальних фігур білі створюють загрозу, при захисті від якої одна з чорних тематичних фігур своїм ходом зв'язується, а другу фігуру при оголошенні мату білі перекривають.
Ідея дістала назву — тема Менсфілда. В деяких виданнях ідея іменується як — Менсфілда механізм.
|   | a | b | c | d | e | f | g | h |   |
| 8 | a8 білий слон · b8 білий ферзь · d8 білий король · a6 чорний слон · f6 чорний пішак · d5 чорний пішак · f5 чорний пішак · g5 чорний слон · d4 білий кінь · e4 чорний король · f4 білий пішак · a3 чорний пішак · h3 біла тура · a2 чорний ферзь · e2 білий кінь · e1 біла тура | a8 білий слон · b8 білий ферзь · d8 білий король · a6 чорний слон · f6 чорний пішак · d5 чорний пішак · f5 чорний пішак · g5 чорний слон · d4 білий кінь · e4 чорний король · f4 білий пішак · a3 чорний пішак · h3 біла тура · a2 чорний ферзь · e2 білий кінь · e1 біла тура | a8 білий слон · b8 білий ферзь · d8 білий король · a6 чорний слон · f6 чорний пішак · d5 чорний пішак · f5 чорний пішак · g5 чорний слон · d4 білий кінь · e4 чорний король · f4 білий пішак · a3 чорний пішак · h3 біла тура · a2 чорний ферзь · e2 білий кінь · e1 біла тура | a8 білий слон · b8 білий ферзь · d8 білий король · a6 чорний слон · f6 чорний пішак · d5 чорний пішак · f5 чорний пішак · g5 чорний слон · d4 білий кінь · e4 чорний король · f4 білий пішак · a3 чорний пішак · h3 біла тура · a2 чорний ферзь · e2 білий кінь · e1 біла тура | a8 білий слон · b8 білий ферзь · d8 білий король · a6 чорний слон · f6 чорний пішак · d5 чорний пішак · f5 чорний пішак · g5 чорний слон · d4 білий кінь · e4 чорний король · f4 білий пішак · a3 чорний пішак · h3 біла тура · a2 чорний ферзь · e2 білий кінь · e1 біла тура | a8 білий слон · b8 білий ферзь · d8 білий король · a6 чорний слон · f6 чорний пішак · d5 чорний пішак · f5 чорний пішак · g5 чорний слон · d4 білий кінь · e4 чорний король · f4 білий пішак · a3 чорний пішак · h3 біла тура · a2 чорний ферзь · e2 білий кінь · e1 біла тура | a8 білий слон · b8 білий ферзь · d8 білий король · a6 чорний слон · f6 чорний пішак · d5 чорний пішак · f5 чорний пішак · g5 чорний слон · d4 білий кінь · e4 чорний король · f4 білий пішак · a3 чорний пішак · h3 біла тура · a2 чорний ферзь · e2 білий кінь · e1 біла тура | a8 білий слон · b8 білий ферзь · d8 білий король · a6 чорний слон · f6 чорний пішак · d5 чорний пішак · f5 чорний пішак · g5 чорний слон · d4 білий кінь · e4 чорний король · f4 білий пішак · a3 чорний пішак · h3 біла тура · a2 чорний ферзь · e2 білий кінь · e1 біла тура | 8 |
| 7 | a8 білий слон · b8 білий ферзь · d8 білий король · a6 чорний слон · f6 чорний пішак · d5 чорний пішак · f5 чорний пішак · g5 чорний слон · d4 білий кінь · e4 чорний король · f4 білий пішак · a3 чорний пішак · h3 біла тура · a2 чорний ферзь · e2 білий кінь · e1 біла тура | a8 білий слон · b8 білий ферзь · d8 білий король · a6 чорний слон · f6 чорний пішак · d5 чорний пішак · f5 чорний пішак · g5 чорний слон · d4 білий кінь · e4 чорний король · f4 білий пішак · a3 чорний пішак · h3 біла тура · a2 чорний ферзь · e2 білий кінь · e1 біла тура | a8 білий слон · b8 білий ферзь · d8 білий король · a6 чорний слон · f6 чорний пішак · d5 чорний пішак · f5 чорний пішак · g5 чорний слон · d4 білий кінь · e4 чорний король · f4 білий пішак · a3 чорний пішак · h3 біла тура · a2 чорний ферзь · e2 білий кінь · e1 біла тура | a8 білий слон · b8 білий ферзь · d8 білий король · a6 чорний слон · f6 чорний пішак · d5 чорний пішак · f5 чорний пішак · g5 чорний слон · d4 білий кінь · e4 чорний король · f4 білий пішак · a3 чорний пішак · h3 біла тура · a2 чорний ферзь · e2 білий кінь · e1 біла тура | a8 білий слон · b8 білий ферзь · d8 білий король · a6 чорний слон · f6 чорний пішак · d5 чорний пішак · f5 чорний пішак · g5 чорний слон · d4 білий кінь · e4 чорний король · f4 білий пішак · a3 чорний пішак · h3 біла тура · a2 чорний ферзь · e2 білий кінь · e1 біла тура | a8 білий слон · b8 білий ферзь · d8 білий король · a6 чорний слон · f6 чорний пішак · d5 чорний пішак · f5 чорний пішак · g5 чорний слон · d4 білий кінь · e4 чорний король · f4 білий пішак · a3 чорний пішак · h3 біла тура · a2 чорний ферзь · e2 білий кінь · e1 біла тура | a8 білий слон · b8 білий ферзь · d8 білий король · a6 чорний слон · f6 чорний пішак · d5 чорний пішак · f5 чорний пішак · g5 чорний слон · d4 білий кінь · e4 чорний король · f4 білий пішак · a3 чорний пішак · h3 біла тура · a2 чорний ферзь · e2 білий кінь · e1 біла тура | a8 білий слон · b8 білий ферзь · d8 білий король · a6 чорний слон · f6 чорний пішак · d5 чорний пішак · f5 чорний пішак · g5 чорний слон · d4 білий кінь · e4 чорний король · f4 білий пішак · a3 чорний пішак · h3 біла тура · a2 чорний ферзь · e2 білий кінь · e1 біла тура | 7 |
| 6 | a8 білий слон · b8 білий ферзь · d8 білий король · a6 чорний слон · f6 чорний пішак · d5 чорний пішак · f5 чорний пішак · g5 чорний слон · d4 білий кінь · e4 чорний король · f4 білий пішак · a3 чорний пішак · h3 біла тура · a2 чорний ферзь · e2 білий кінь · e1 біла тура | a8 білий слон · b8 білий ферзь · d8 білий король · a6 чорний слон · f6 чорний пішак · d5 чорний пішак · f5 чорний пішак · g5 чорний слон · d4 білий кінь · e4 чорний король · f4 білий пішак · a3 чорний пішак · h3 біла тура · a2 чорний ферзь · e2 білий кінь · e1 біла тура | a8 білий слон · b8 білий ферзь · d8 білий король · a6 чорний слон · f6 чорний пішак · d5 чорний пішак · f5 чорний пішак · g5 чорний слон · d4 білий кінь · e4 чорний король · f4 білий пішак · a3 чорний пішак · h3 біла тура · a2 чорний ферзь · e2 білий кінь · e1 біла тура | a8 білий слон · b8 білий ферзь · d8 білий король · a6 чорний слон · f6 чорний пішак · d5 чорний пішак · f5 чорний пішак · g5 чорний слон · d4 білий кінь · e4 чорний король · f4 білий пішак · a3 чорний пішак · h3 біла тура · a2 чорний ферзь · e2 білий кінь · e1 біла тура | a8 білий слон · b8 білий ферзь · d8 білий король · a6 чорний слон · f6 чорний пішак · d5 чорний пішак · f5 чорний пішак · g5 чорний слон · d4 білий кінь · e4 чорний король · f4 білий пішак · a3 чорний пішак · h3 біла тура · a2 чорний ферзь · e2 білий кінь · e1 біла тура | a8 білий слон · b8 білий ферзь · d8 білий король · a6 чорний слон · f6 чорний пішак · d5 чорний пішак · f5 чорний пішак · g5 чорний слон · d4 білий кінь · e4 чорний король · f4 білий пішак · a3 чорний пішак · h3 біла тура · a2 чорний ферзь · e2 білий кінь · e1 біла тура | a8 білий слон · b8 білий ферзь · d8 білий король · a6 чорний слон · f6 чорний пішак · d5 чорний пішак · f5 чорний пішак · g5 чорний слон · d4 білий кінь · e4 чорний король · f4 білий пішак · a3 чорний пішак · h3 біла тура · a2 чорний ферзь · e2 білий кінь · e1 біла тура | a8 білий слон · b8 білий ферзь · d8 білий король · a6 чорний слон · f6 чорний пішак · d5 чорний пішак · f5 чорний пішак · g5 чорний слон · d4 білий кінь · e4 чорний король · f4 білий пішак · a3 чорний пішак · h3 біла тура · a2 чорний ферзь · e2 білий кінь · e1 біла тура | 6 |
| 5 | a8 білий слон · b8 білий ферзь · d8 білий король · a6 чорний слон · f6 чорний пішак · d5 чорний пішак · f5 чорний пішак · g5 чорний слон · d4 білий кінь · e4 чорний король · f4 білий пішак · a3 чорний пішак · h3 біла тура · a2 чорний ферзь · e2 білий кінь · e1 біла тура | a8 білий слон · b8 білий ферзь · d8 білий король · a6 чорний слон · f6 чорний пішак · d5 чорний пішак · f5 чорний пішак · g5 чорний слон · d4 білий кінь · e4 чорний король · f4 білий пішак · a3 чорний пішак · h3 біла тура · a2 чорний ферзь · e2 білий кінь · e1 біла тура | a8 білий слон · b8 білий ферзь · d8 білий король · a6 чорний слон · f6 чорний пішак · d5 чорний пішак · f5 чорний пішак · g5 чорний слон · d4 білий кінь · e4 чорний король · f4 білий пішак · a3 чорний пішак · h3 біла тура · a2 чорний ферзь · e2 білий кінь · e1 біла тура | a8 білий слон · b8 білий ферзь · d8 білий король · a6 чорний слон · f6 чорний пішак · d5 чорний пішак · f5 чорний пішак · g5 чорний слон · d4 білий кінь · e4 чорний король · f4 білий пішак · a3 чорний пішак · h3 біла тура · a2 чорний ферзь · e2 білий кінь · e1 біла тура | a8 білий слон · b8 білий ферзь · d8 білий король · a6 чорний слон · f6 чорний пішак · d5 чорний пішак · f5 чорний пішак · g5 чорний слон · d4 білий кінь · e4 чорний король · f4 білий пішак · a3 чорний пішак · h3 біла тура · a2 чорний ферзь · e2 білий кінь · e1 біла тура | a8 білий слон · b8 білий ферзь · d8 білий король · a6 чорний слон · f6 чорний пішак · d5 чорний пішак · f5 чорний пішак · g5 чорний слон · d4 білий кінь · e4 чорний король · f4 білий пішак · a3 чорний пішак · h3 біла тура · a2 чорний ферзь · e2 білий кінь · e1 біла тура | a8 білий слон · b8 білий ферзь · d8 білий король · a6 чорний слон · f6 чорний пішак · d5 чорний пішак · f5 чорний пішак · g5 чорний слон · d4 білий кінь · e4 чорний король · f4 білий пішак · a3 чорний пішак · h3 біла тура · a2 чорний ферзь · e2 білий кінь · e1 біла тура | a8 білий слон · b8 білий ферзь · d8 білий король · a6 чорний слон · f6 чорний пішак · d5 чорний пішак · f5 чорний пішак · g5 чорний слон · d4 білий кінь · e4 чорний король · f4 білий пішак · a3 чорний пішак · h3 біла тура · a2 чорний ферзь · e2 білий кінь · e1 біла тура | 5 |
| 4 | a8 білий слон · b8 білий ферзь · d8 білий король · a6 чорний слон · f6 чорний пішак · d5 чорний пішак · f5 чорний пішак · g5 чорний слон · d4 білий кінь · e4 чорний король · f4 білий пішак · a3 чорний пішак · h3 біла тура · a2 чорний ферзь · e2 білий кінь · e1 біла тура | a8 білий слон · b8 білий ферзь · d8 білий король · a6 чорний слон · f6 чорний пішак · d5 чорний пішак · f5 чорний пішак · g5 чорний слон · d4 білий кінь · e4 чорний король · f4 білий пішак · a3 чорний пішак · h3 біла тура · a2 чорний ферзь · e2 білий кінь · e1 біла тура | a8 білий слон · b8 білий ферзь · d8 білий король · a6 чорний слон · f6 чорний пішак · d5 чорний пішак · f5 чорний пішак · g5 чорний слон · d4 білий кінь · e4 чорний король · f4 білий пішак · a3 чорний пішак · h3 біла тура · a2 чорний ферзь · e2 білий кінь · e1 біла тура | a8 білий слон · b8 білий ферзь · d8 білий король · a6 чорний слон · f6 чорний пішак · d5 чорний пішак · f5 чорний пішак · g5 чорний слон · d4 білий кінь · e4 чорний король · f4 білий пішак · a3 чорний пішак · h3 біла тура · a2 чорний ферзь · e2 білий кінь · e1 біла тура | a8 білий слон · b8 білий ферзь · d8 білий король · a6 чорний слон · f6 чорний пішак · d5 чорний пішак · f5 чорний пішак · g5 чорний слон · d4 білий кінь · e4 чорний король · f4 білий пішак · a3 чорний пішак · h3 біла тура · a2 чорний ферзь · e2 білий кінь · e1 біла тура | a8 білий слон · b8 білий ферзь · d8 білий король · a6 чорний слон · f6 чорний пішак · d5 чорний пішак · f5 чорний пішак · g5 чорний слон · d4 білий кінь · e4 чорний король · f4 білий пішак · a3 чорний пішак · h3 біла тура · a2 чорний ферзь · e2 білий кінь · e1 біла тура | a8 білий слон · b8 білий ферзь · d8 білий король · a6 чорний слон · f6 чорний пішак · d5 чорний пішак · f5 чорний пішак · g5 чорний слон · d4 білий кінь · e4 чорний король · f4 білий пішак · a3 чорний пішак · h3 біла тура · a2 чорний ферзь · e2 білий кінь · e1 біла тура | a8 білий слон · b8 білий ферзь · d8 білий король · a6 чорний слон · f6 чорний пішак · d5 чорний пішак · f5 чорний пішак · g5 чорний слон · d4 білий кінь · e4 чорний король · f4 білий пішак · a3 чорний пішак · h3 біла тура · a2 чорний ферзь · e2 білий кінь · e1 біла тура | 4 |
| 3 | a8 білий слон · b8 білий ферзь · d8 білий король · a6 чорний слон · f6 чорний пішак · d5 чорний пішак · f5 чорний пішак · g5 чорний слон · d4 білий кінь · e4 чорний король · f4 білий пішак · a3 чорний пішак · h3 біла тура · a2 чорний ферзь · e2 білий кінь · e1 біла тура | a8 білий слон · b8 білий ферзь · d8 білий король · a6 чорний слон · f6 чорний пішак · d5 чорний пішак · f5 чорний пішак · g5 чорний слон · d4 білий кінь · e4 чорний король · f4 білий пішак · a3 чорний пішак · h3 біла тура · a2 чорний ферзь · e2 білий кінь · e1 біла тура | a8 білий слон · b8 білий ферзь · d8 білий король · a6 чорний слон · f6 чорний пішак · d5 чорний пішак · f5 чорний пішак · g5 чорний слон · d4 білий кінь · e4 чорний король · f4 білий пішак · a3 чорний пішак · h3 біла тура · a2 чорний ферзь · e2 білий кінь · e1 біла тура | a8 білий слон · b8 білий ферзь · d8 білий король · a6 чорний слон · f6 чорний пішак · d5 чорний пішак · f5 чорний пішак · g5 чорний слон · d4 білий кінь · e4 чорний король · f4 білий пішак · a3 чорний пішак · h3 біла тура · a2 чорний ферзь · e2 білий кінь · e1 біла тура | a8 білий слон · b8 білий ферзь · d8 білий король · a6 чорний слон · f6 чорний пішак · d5 чорний пішак · f5 чорний пішак · g5 чорний слон · d4 білий кінь · e4 чорний король · f4 білий пішак · a3 чорний пішак · h3 біла тура · a2 чорний ферзь · e2 білий кінь · e1 біла тура | a8 білий слон · b8 білий ферзь · d8 білий король · a6 чорний слон · f6 чорний пішак · d5 чорний пішак · f5 чорний пішак · g5 чорний слон · d4 білий кінь · e4 чорний король · f4 білий пішак · a3 чорний пішак · h3 біла тура · a2 чорний ферзь · e2 білий кінь · e1 біла тура | a8 білий слон · b8 білий ферзь · d8 білий король · a6 чорний слон · f6 чорний пішак · d5 чорний пішак · f5 чорний пішак · g5 чорний слон · d4 білий кінь · e4 чорний король · f4 білий пішак · a3 чорний пішак · h3 біла тура · a2 чорний ферзь · e2 білий кінь · e1 біла тура | a8 білий слон · b8 білий ферзь · d8 білий король · a6 чорний слон · f6 чорний пішак · d5 чорний пішак · f5 чорний пішак · g5 чорний слон · d4 білий кінь · e4 чорний король · f4 білий пішак · a3 чорний пішак · h3 біла тура · a2 чорний ферзь · e2 білий кінь · e1 біла тура | 3 |
| 2 | a8 білий слон · b8 білий ферзь · d8 білий король · a6 чорний слон · f6 чорний пішак · d5 чорний пішак · f5 чорний пішак · g5 чорний слон · d4 білий кінь · e4 чорний король · f4 білий пішак · a3 чорний пішак · h3 біла тура · a2 чорний ферзь · e2 білий кінь · e1 біла тура | a8 білий слон · b8 білий ферзь · d8 білий король · a6 чорний слон · f6 чорний пішак · d5 чорний пішак · f5 чорний пішак · g5 чорний слон · d4 білий кінь · e4 чорний король · f4 білий пішак · a3 чорний пішак · h3 біла тура · a2 чорний ферзь · e2 білий кінь · e1 біла тура | a8 білий слон · b8 білий ферзь · d8 білий король · a6 чорний слон · f6 чорний пішак · d5 чорний пішак · f5 чорний пішак · g5 чорний слон · d4 білий кінь · e4 чорний король · f4 білий пішак · a3 чорний пішак · h3 біла тура · a2 чорний ферзь · e2 білий кінь · e1 біла тура | a8 білий слон · b8 білий ферзь · d8 білий король · a6 чорний слон · f6 чорний пішак · d5 чорний пішак · f5 чорний пішак · g5 чорний слон · d4 білий кінь · e4 чорний король · f4 білий пішак · a3 чорний пішак · h3 біла тура · a2 чорний ферзь · e2 білий кінь · e1 біла тура | a8 білий слон · b8 білий ферзь · d8 білий король · a6 чорний слон · f6 чорний пішак · d5 чорний пішак · f5 чорний пішак · g5 чорний слон · d4 білий кінь · e4 чорний король · f4 білий пішак · a3 чорний пішак · h3 біла тура · a2 чорний ферзь · e2 білий кінь · e1 біла тура | a8 білий слон · b8 білий ферзь · d8 білий король · a6 чорний слон · f6 чорний пішак · d5 чорний пішак · f5 чорний пішак · g5 чорний слон · d4 білий кінь · e4 чорний король · f4 білий пішак · a3 чорний пішак · h3 біла тура · a2 чорний ферзь · e2 білий кінь · e1 біла тура | a8 білий слон · b8 білий ферзь · d8 білий король · a6 чорний слон · f6 чорний пішак · d5 чорний пішак · f5 чорний пішак · g5 чорний слон · d4 білий кінь · e4 чорний король · f4 білий пішак · a3 чорний пішак · h3 біла тура · a2 чорний ферзь · e2 білий кінь · e1 біла тура | a8 білий слон · b8 білий ферзь · d8 білий король · a6 чорний слон · f6 чорний пішак · d5 чорний пішак · f5 чорний пішак · g5 чорний слон · d4 білий кінь · e4 чорний король · f4 білий пішак · a3 чорний пішак · h3 біла тура · a2 чорний ферзь · e2 білий кінь · e1 біла тура | 2 |
| 1 | a8 білий слон · b8 білий ферзь · d8 білий король · a6 чорний слон · f6 чорний пішак · d5 чорний пішак · f5 чорний пішак · g5 чорний слон · d4 білий кінь · e4 чорний король · f4 білий пішак · a3 чорний пішак · h3 біла тура · a2 чорний ферзь · e2 білий кінь · e1 біла тура | a8 білий слон · b8 білий ферзь · d8 білий король · a6 чорний слон · f6 чорний пішак · d5 чорний пішак · f5 чорний пішак · g5 чорний слон · d4 білий кінь · e4 чорний король · f4 білий пішак · a3 чорний пішак · h3 біла тура · a2 чорний ферзь · e2 білий кінь · e1 біла тура | a8 білий слон · b8 білий ферзь · d8 білий король · a6 чорний слон · f6 чорний пішак · d5 чорний пішак · f5 чорний пішак · g5 чорний слон · d4 білий кінь · e4 чорний король · f4 білий пішак · a3 чорний пішак · h3 біла тура · a2 чорний ферзь · e2 білий кінь · e1 біла тура | a8 білий слон · b8 білий ферзь · d8 білий король · a6 чорний слон · f6 чорний пішак · d5 чорний пішак · f5 чорний пішак · g5 чорний слон · d4 білий кінь · e4 чорний король · f4 білий пішак · a3 чорний пішак · h3 біла тура · a2 чорний ферзь · e2 білий кінь · e1 біла тура | a8 білий слон · b8 білий ферзь · d8 білий король · a6 чорний слон · f6 чорний пішак · d5 чорний пішак · f5 чорний пішак · g5 чорний слон · d4 білий кінь · e4 чорний король · f4 білий пішак · a3 чорний пішак · h3 біла тура · a2 чорний ферзь · e2 білий кінь · e1 біла тура | a8 білий слон · b8 білий ферзь · d8 білий король · a6 чорний слон · f6 чорний пішак · d5 чорний пішак · f5 чорний пішак · g5 чорний слон · d4 білий кінь · e4 чорний король · f4 білий пішак · a3 чорний пішак · h3 біла тура · a2 чорний ферзь · e2 білий кінь · e1 біла тура | a8 білий слон · b8 білий ферзь · d8 білий король · a6 чорний слон · f6 чорний пішак · d5 чорний пішак · f5 чорний пішак · g5 чорний слон · d4 білий кінь · e4 чорний король · f4 білий пішак · a3 чорний пішак · h3 біла тура · a2 чорний ферзь · e2 білий кінь · e1 біла тура | a8 білий слон · b8 білий ферзь · d8 білий король · a6 чорний слон · f6 чорний пішак · d5 чорний пішак · f5 чорний пішак · g5 чорний слон · d4 білий кінь · e4 чорний король · f4 білий пішак · a3 чорний пішак · h3 біла тура · a2 чорний ферзь · e2 білий кінь · e1 біла тура | 1 |
|   | a | b | c | d | e | f | g | h |   |

FEN: BQ1K4/8/b4p2/3p1pb1/3NkP2/p6R/q3N3/4R3

1. Qb4! ~ 2. Qe7#
1. ... Qxe2 2. Sb5#
1. ... Bxe2 2. Sb3#
- — - — - — -
1. ... Bxf4 2. Sc3#

Після вступного ходу створюється батарея, на неї діють чорні ферзь і слон, але вступний хід було зроблено із загрозою, від якої в кожному варіанті одна з чорних фігур зв'язується на полі «e2», а друга фігура під час гри батареї виключається.
|   | a | b | c | d | e | f | g | h |   |
| 8 | e8 білий слон · h8 білий ферзь · c7 білий король · g6 білий пішак · h6 білий кінь · a5 біла тура · e5 чорний пішак · h5 чорний король · c4 білий кінь · h4 чорний пішак · g2 чорна тура · b1 чорний слон | e8 білий слон · h8 білий ферзь · c7 білий король · g6 білий пішак · h6 білий кінь · a5 біла тура · e5 чорний пішак · h5 чорний король · c4 білий кінь · h4 чорний пішак · g2 чорна тура · b1 чорний слон | e8 білий слон · h8 білий ферзь · c7 білий король · g6 білий пішак · h6 білий кінь · a5 біла тура · e5 чорний пішак · h5 чорний король · c4 білий кінь · h4 чорний пішак · g2 чорна тура · b1 чорний слон | e8 білий слон · h8 білий ферзь · c7 білий король · g6 білий пішак · h6 білий кінь · a5 біла тура · e5 чорний пішак · h5 чорний король · c4 білий кінь · h4 чорний пішак · g2 чорна тура · b1 чорний слон | e8 білий слон · h8 білий ферзь · c7 білий король · g6 білий пішак · h6 білий кінь · a5 біла тура · e5 чорний пішак · h5 чорний король · c4 білий кінь · h4 чорний пішак · g2 чорна тура · b1 чорний слон | e8 білий слон · h8 білий ферзь · c7 білий король · g6 білий пішак · h6 білий кінь · a5 біла тура · e5 чорний пішак · h5 чорний король · c4 білий кінь · h4 чорний пішак · g2 чорна тура · b1 чорний слон | e8 білий слон · h8 білий ферзь · c7 білий король · g6 білий пішак · h6 білий кінь · a5 біла тура · e5 чорний пішак · h5 чорний король · c4 білий кінь · h4 чорний пішак · g2 чорна тура · b1 чорний слон | e8 білий слон · h8 білий ферзь · c7 білий король · g6 білий пішак · h6 білий кінь · a5 біла тура · e5 чорний пішак · h5 чорний король · c4 білий кінь · h4 чорний пішак · g2 чорна тура · b1 чорний слон | 8 |
| 7 | e8 білий слон · h8 білий ферзь · c7 білий король · g6 білий пішак · h6 білий кінь · a5 біла тура · e5 чорний пішак · h5 чорний король · c4 білий кінь · h4 чорний пішак · g2 чорна тура · b1 чорний слон | e8 білий слон · h8 білий ферзь · c7 білий король · g6 білий пішак · h6 білий кінь · a5 біла тура · e5 чорний пішак · h5 чорний король · c4 білий кінь · h4 чорний пішак · g2 чорна тура · b1 чорний слон | e8 білий слон · h8 білий ферзь · c7 білий король · g6 білий пішак · h6 білий кінь · a5 біла тура · e5 чорний пішак · h5 чорний король · c4 білий кінь · h4 чорний пішак · g2 чорна тура · b1 чорний слон | e8 білий слон · h8 білий ферзь · c7 білий король · g6 білий пішак · h6 білий кінь · a5 біла тура · e5 чорний пішак · h5 чорний король · c4 білий кінь · h4 чорний пішак · g2 чорна тура · b1 чорний слон | e8 білий слон · h8 білий ферзь · c7 білий король · g6 білий пішак · h6 білий кінь · a5 біла тура · e5 чорний пішак · h5 чорний король · c4 білий кінь · h4 чорний пішак · g2 чорна тура · b1 чорний слон | e8 білий слон · h8 білий ферзь · c7 білий король · g6 білий пішак · h6 білий кінь · a5 біла тура · e5 чорний пішак · h5 чорний король · c4 білий кінь · h4 чорний пішак · g2 чорна тура · b1 чорний слон | e8 білий слон · h8 білий ферзь · c7 білий король · g6 білий пішак · h6 білий кінь · a5 біла тура · e5 чорний пішак · h5 чорний король · c4 білий кінь · h4 чорний пішак · g2 чорна тура · b1 чорний слон | e8 білий слон · h8 білий ферзь · c7 білий король · g6 білий пішак · h6 білий кінь · a5 біла тура · e5 чорний пішак · h5 чорний король · c4 білий кінь · h4 чорний пішак · g2 чорна тура · b1 чорний слон | 7 |
| 6 | e8 білий слон · h8 білий ферзь · c7 білий король · g6 білий пішак · h6 білий кінь · a5 біла тура · e5 чорний пішак · h5 чорний король · c4 білий кінь · h4 чорний пішак · g2 чорна тура · b1 чорний слон | e8 білий слон · h8 білий ферзь · c7 білий король · g6 білий пішак · h6 білий кінь · a5 біла тура · e5 чорний пішак · h5 чорний король · c4 білий кінь · h4 чорний пішак · g2 чорна тура · b1 чорний слон | e8 білий слон · h8 білий ферзь · c7 білий король · g6 білий пішак · h6 білий кінь · a5 біла тура · e5 чорний пішак · h5 чорний король · c4 білий кінь · h4 чорний пішак · g2 чорна тура · b1 чорний слон | e8 білий слон · h8 білий ферзь · c7 білий король · g6 білий пішак · h6 білий кінь · a5 біла тура · e5 чорний пішак · h5 чорний король · c4 білий кінь · h4 чорний пішак · g2 чорна тура · b1 чорний слон | e8 білий слон · h8 білий ферзь · c7 білий король · g6 білий пішак · h6 білий кінь · a5 біла тура · e5 чорний пішак · h5 чорний король · c4 білий кінь · h4 чорний пішак · g2 чорна тура · b1 чорний слон | e8 білий слон · h8 білий ферзь · c7 білий король · g6 білий пішак · h6 білий кінь · a5 біла тура · e5 чорний пішак · h5 чорний король · c4 білий кінь · h4 чорний пішак · g2 чорна тура · b1 чорний слон | e8 білий слон · h8 білий ферзь · c7 білий король · g6 білий пішак · h6 білий кінь · a5 біла тура · e5 чорний пішак · h5 чорний король · c4 білий кінь · h4 чорний пішак · g2 чорна тура · b1 чорний слон | e8 білий слон · h8 білий ферзь · c7 білий король · g6 білий пішак · h6 білий кінь · a5 біла тура · e5 чорний пішак · h5 чорний король · c4 білий кінь · h4 чорний пішак · g2 чорна тура · b1 чорний слон | 6 |
| 5 | e8 білий слон · h8 білий ферзь · c7 білий король · g6 білий пішак · h6 білий кінь · a5 біла тура · e5 чорний пішак · h5 чорний король · c4 білий кінь · h4 чорний пішак · g2 чорна тура · b1 чорний слон | e8 білий слон · h8 білий ферзь · c7 білий король · g6 білий пішак · h6 білий кінь · a5 біла тура · e5 чорний пішак · h5 чорний король · c4 білий кінь · h4 чорний пішак · g2 чорна тура · b1 чорний слон | e8 білий слон · h8 білий ферзь · c7 білий король · g6 білий пішак · h6 білий кінь · a5 біла тура · e5 чорний пішак · h5 чорний король · c4 білий кінь · h4 чорний пішак · g2 чорна тура · b1 чорний слон | e8 білий слон · h8 білий ферзь · c7 білий король · g6 білий пішак · h6 білий кінь · a5 біла тура · e5 чорний пішак · h5 чорний король · c4 білий кінь · h4 чорний пішак · g2 чорна тура · b1 чорний слон | e8 білий слон · h8 білий ферзь · c7 білий король · g6 білий пішак · h6 білий кінь · a5 біла тура · e5 чорний пішак · h5 чорний король · c4 білий кінь · h4 чорний пішак · g2 чорна тура · b1 чорний слон | e8 білий слон · h8 білий ферзь · c7 білий король · g6 білий пішак · h6 білий кінь · a5 біла тура · e5 чорний пішак · h5 чорний король · c4 білий кінь · h4 чорний пішак · g2 чорна тура · b1 чорний слон | e8 білий слон · h8 білий ферзь · c7 білий король · g6 білий пішак · h6 білий кінь · a5 біла тура · e5 чорний пішак · h5 чорний король · c4 білий кінь · h4 чорний пішак · g2 чорна тура · b1 чорний слон | e8 білий слон · h8 білий ферзь · c7 білий король · g6 білий пішак · h6 білий кінь · a5 біла тура · e5 чорний пішак · h5 чорний король · c4 білий кінь · h4 чорний пішак · g2 чорна тура · b1 чорний слон | 5 |
| 4 | e8 білий слон · h8 білий ферзь · c7 білий король · g6 білий пішак · h6 білий кінь · a5 біла тура · e5 чорний пішак · h5 чорний король · c4 білий кінь · h4 чорний пішак · g2 чорна тура · b1 чорний слон | e8 білий слон · h8 білий ферзь · c7 білий король · g6 білий пішак · h6 білий кінь · a5 біла тура · e5 чорний пішак · h5 чорний король · c4 білий кінь · h4 чорний пішак · g2 чорна тура · b1 чорний слон | e8 білий слон · h8 білий ферзь · c7 білий король · g6 білий пішак · h6 білий кінь · a5 біла тура · e5 чорний пішак · h5 чорний король · c4 білий кінь · h4 чорний пішак · g2 чорна тура · b1 чорний слон | e8 білий слон · h8 білий ферзь · c7 білий король · g6 білий пішак · h6 білий кінь · a5 біла тура · e5 чорний пішак · h5 чорний король · c4 білий кінь · h4 чорний пішак · g2 чорна тура · b1 чорний слон | e8 білий слон · h8 білий ферзь · c7 білий король · g6 білий пішак · h6 білий кінь · a5 біла тура · e5 чорний пішак · h5 чорний король · c4 білий кінь · h4 чорний пішак · g2 чорна тура · b1 чорний слон | e8 білий слон · h8 білий ферзь · c7 білий король · g6 білий пішак · h6 білий кінь · a5 біла тура · e5 чорний пішак · h5 чорний король · c4 білий кінь · h4 чорний пішак · g2 чорна тура · b1 чорний слон | e8 білий слон · h8 білий ферзь · c7 білий король · g6 білий пішак · h6 білий кінь · a5 біла тура · e5 чорний пішак · h5 чорний король · c4 білий кінь · h4 чорний пішак · g2 чорна тура · b1 чорний слон | e8 білий слон · h8 білий ферзь · c7 білий король · g6 білий пішак · h6 білий кінь · a5 біла тура · e5 чорний пішак · h5 чорний король · c4 білий кінь · h4 чорний пішак · g2 чорна тура · b1 чорний слон | 4 |
| 3 | e8 білий слон · h8 білий ферзь · c7 білий король · g6 білий пішак · h6 білий кінь · a5 біла тура · e5 чорний пішак · h5 чорний король · c4 білий кінь · h4 чорний пішак · g2 чорна тура · b1 чорний слон | e8 білий слон · h8 білий ферзь · c7 білий король · g6 білий пішак · h6 білий кінь · a5 біла тура · e5 чорний пішак · h5 чорний король · c4 білий кінь · h4 чорний пішак · g2 чорна тура · b1 чорний слон | e8 білий слон · h8 білий ферзь · c7 білий король · g6 білий пішак · h6 білий кінь · a5 біла тура · e5 чорний пішак · h5 чорний король · c4 білий кінь · h4 чорний пішак · g2 чорна тура · b1 чорний слон | e8 білий слон · h8 білий ферзь · c7 білий король · g6 білий пішак · h6 білий кінь · a5 біла тура · e5 чорний пішак · h5 чорний король · c4 білий кінь · h4 чорний пішак · g2 чорна тура · b1 чорний слон | e8 білий слон · h8 білий ферзь · c7 білий король · g6 білий пішак · h6 білий кінь · a5 біла тура · e5 чорний пішак · h5 чорний король · c4 білий кінь · h4 чорний пішак · g2 чорна тура · b1 чорний слон | e8 білий слон · h8 білий ферзь · c7 білий король · g6 білий пішак · h6 білий кінь · a5 біла тура · e5 чорний пішак · h5 чорний король · c4 білий кінь · h4 чорний пішак · g2 чорна тура · b1 чорний слон | e8 білий слон · h8 білий ферзь · c7 білий король · g6 білий пішак · h6 білий кінь · a5 біла тура · e5 чорний пішак · h5 чорний король · c4 білий кінь · h4 чорний пішак · g2 чорна тура · b1 чорний слон | e8 білий слон · h8 білий ферзь · c7 білий король · g6 білий пішак · h6 білий кінь · a5 біла тура · e5 чорний пішак · h5 чорний король · c4 білий кінь · h4 чорний пішак · g2 чорна тура · b1 чорний слон | 3 |
| 2 | e8 білий слон · h8 білий ферзь · c7 білий король · g6 білий пішак · h6 білий кінь · a5 біла тура · e5 чорний пішак · h5 чорний король · c4 білий кінь · h4 чорний пішак · g2 чорна тура · b1 чорний слон | e8 білий слон · h8 білий ферзь · c7 білий король · g6 білий пішак · h6 білий кінь · a5 біла тура · e5 чорний пішак · h5 чорний король · c4 білий кінь · h4 чорний пішак · g2 чорна тура · b1 чорний слон | e8 білий слон · h8 білий ферзь · c7 білий король · g6 білий пішак · h6 білий кінь · a5 біла тура · e5 чорний пішак · h5 чорний король · c4 білий кінь · h4 чорний пішак · g2 чорна тура · b1 чорний слон | e8 білий слон · h8 білий ферзь · c7 білий король · g6 білий пішак · h6 білий кінь · a5 біла тура · e5 чорний пішак · h5 чорний король · c4 білий кінь · h4 чорний пішак · g2 чорна тура · b1 чорний слон | e8 білий слон · h8 білий ферзь · c7 білий король · g6 білий пішак · h6 білий кінь · a5 біла тура · e5 чорний пішак · h5 чорний король · c4 білий кінь · h4 чорний пішак · g2 чорна тура · b1 чорний слон | e8 білий слон · h8 білий ферзь · c7 білий король · g6 білий пішак · h6 білий кінь · a5 біла тура · e5 чорний пішак · h5 чорний король · c4 білий кінь · h4 чорний пішак · g2 чорна тура · b1 чорний слон | e8 білий слон · h8 білий ферзь · c7 білий король · g6 білий пішак · h6 білий кінь · a5 біла тура · e5 чорний пішак · h5 чорний король · c4 білий кінь · h4 чорний пішак · g2 чорна тура · b1 чорний слон | e8 білий слон · h8 білий ферзь · c7 білий король · g6 білий пішак · h6 білий кінь · a5 біла тура · e5 чорний пішак · h5 чорний король · c4 білий кінь · h4 чорний пішак · g2 чорна тура · b1 чорний слон | 2 |
| 1 | e8 білий слон · h8 білий ферзь · c7 білий король · g6 білий пішак · h6 білий кінь · a5 біла тура · e5 чорний пішак · h5 чорний король · c4 білий кінь · h4 чорний пішак · g2 чорна тура · b1 чорний слон | e8 білий слон · h8 білий ферзь · c7 білий король · g6 білий пішак · h6 білий кінь · a5 біла тура · e5 чорний пішак · h5 чорний король · c4 білий кінь · h4 чорний пішак · g2 чорна тура · b1 чорний слон | e8 білий слон · h8 білий ферзь · c7 білий король · g6 білий пішак · h6 білий кінь · a5 біла тура · e5 чорний пішак · h5 чорний король · c4 білий кінь · h4 чорний пішак · g2 чорна тура · b1 чорний слон | e8 білий слон · h8 білий ферзь · c7 білий король · g6 білий пішак · h6 білий кінь · a5 біла тура · e5 чорний пішак · h5 чорний король · c4 білий кінь · h4 чорний пішак · g2 чорна тура · b1 чорний слон | e8 білий слон · h8 білий ферзь · c7 білий король · g6 білий пішак · h6 білий кінь · a5 біла тура · e5 чорний пішак · h5 чорний король · c4 білий кінь · h4 чорний пішак · g2 чорна тура · b1 чорний слон | e8 білий слон · h8 білий ферзь · c7 білий король · g6 білий пішак · h6 білий кінь · a5 біла тура · e5 чорний пішак · h5 чорний король · c4 білий кінь · h4 чорний пішак · g2 чорна тура · b1 чорний слон | e8 білий слон · h8 білий ферзь · c7 білий король · g6 білий пішак · h6 білий кінь · a5 біла тура · e5 чорний пішак · h5 чорний король · c4 білий кінь · h4 чорний пішак · g2 чорна тура · b1 чорний слон | e8 білий слон · h8 білий ферзь · c7 білий король · g6 білий пішак · h6 білий кінь · a5 біла тура · e5 чорний пішак · h5 чорний король · c4 білий кінь · h4 чорний пішак · g2 чорна тура · b1 чорний слон | 1 |
|   | a | b | c | d | e | f | g | h |   |

FEN: 4B2Q/2K5/6PN/R3p2k/2N4p/8/6r1/1b6

1. Sxe5 ~ 2. Shf7#
1. ... Rxg6 2. Sd3#
1. ... Bxg6 2. Seg4#